# Maestro Martino
Martino de’ Rossi, genannt Maestro Martino oder Martino de Rubeis (* vor 1430 in Grumo; † nach 1470), war der bedeutendste Gastrosoph des 15. Jahrhunderts und zudem der erste prominent gewordene Koch der Welt.
Maestro Martino war Chef im römischen Palazzo des päpstlichen Kaplans (Camerlengo), dem Patriarchen von Aquileia. Die Bewunderung seiner Zeitgenossen zeigt sich auch in seiner Grabinschrift: «Prinz der Köche».

## Leben
Maestro Martino wurde um 1430 in Grumo, einem Alpendorf im Bleniotal, heute Kanton Tessin, geboren. Lange glaubte man irrtümlich, Maestro Martino sei in Como geboren worden. Nachdem er am Pilgerhospiz San Martino Viduale in Corzoneso gearbeitet hatte, begann er seine Laufbahn am Hof der Sforza. Zwischen 1460 und 1470 zog er nach Rom, um für Lodovico Trevisano zu kochen, einen Haushalt, der für seine verschwenderischen Bankette und opulenten Empfänge berühmt war. Später arbeitete er wahrscheinlich für Gian Giacomo Trivulzio und als Leibkoch der Päpste Paul II und Sixtus IV im Vatikanpalast.

## Werk
Martinos Rezeptbuch Liber de arte coquinaria ist ein Meilenstein der frühen europäischen gastronomischen Literatur und eine wichtige Quelle für die Esskultur des Mittelalters. Maestro Martinos Rezeptsammlung ist systematisch angeordnet und beschreibt besonders Saucen. Sie enthält auch die erste bekannte Benutzung des Siebtuchs, um Saucen zu passieren. Charakteristisch für Martinos Kochkunst war eine reichliche Verwendung von Safran. Sein Buch enthält auch zahlreiche Rezepte für Ragouts und Braten.
Die Rezepte aus dem Buch waren im 15. Jahrhundert so erfolgreich, dass der humanistische Philosoph und päpstliche Bibliothekar Bartolomeo Platina viele der Rezepte in sein eigenes Buch über die Kochkunst, De Honesta Voluptae et Valetudine (dt.: «Über ehrliche Freuden und gute Gesundheit») übernommen hat. Fast die Hälfte von Platinas Buch ist eine Kopie von Martinos Werk. Als Verneigung vor Martino findet man bei Platina eine die Kochkunst des Freundes preisende Widmung.
Eine besondere Würdigung verdienen auch Martinos Nudelrezepte wie zum Beispiel die Maccaroni siciliani, die eine wichtige Rolle in der Geschichte der Pasta spielen.

## Ausgaben und Übersetzungen
- Aldo Bertoluzza (Hrsg.): Libro di cucina del maestro Martino de Rossi. UCT, Trento 1993
- Luigi Ballerini, Jeremy Parzen (Übersetzer): The Art of Cooking. The First Modern Cookery Book, composed by the eminent Maestro Martino of Como. University of California Press, Berkeley 2005, ISBN 0-520-23271-2